# María de la Paz de Borbón
María de la Paz de Borbón (ur. 23 czerwca 1862 w Madrycie, zm. 4 grudnia 1946 w Monachium) – infantka hiszpańska, druga córka królowej Izabelli II i jej męża Francisco de Asís de Borbón, hrabiego Kadyksu.

## Życiorys
Urodziła się w Pałacu Królewskim w Madrycie. Była drugą córką królowej Izabelli II i jej męża Francisco de Asís de Borbón, hrabiego Kadyksu. Jej starszą siostrą była Izabela, księżniczka Asturii, a starszym bratem – król Alfons XII. Prawdopodobnie jej ojcem nie był mąż królowej Izabeli II (który był homoseksualny), a jej kochanek – Miguel Tenorio de Castilla, również potencjalny ojciec jej młodszej siostry, infantki Eulalii.
2 kwietnia 1883 poślubiła w Madrycie księcia Ludwika Ferdynanda Bawarskiego, który jako syn Adalberta Wilhelma, księcia Bawarii, i infantki Amalii del Pilar Burbon (siostry Franciszka, hrabiego Kadyksu) był jej bratem ciotecznym. Z małżeństwa pochodziło troje dzieci:
- Ferdynand Hiszpański, książę Bawarii (1884–1958), urodzonego i od 1905 osiadłego na stałe w Madrycie, męża Marii Teresy, która jako córka Alfonsa XII była jego siostrą cioteczną,
- Adalbert Bawarski (1886–1970), mąż hrabiny Augusty Seefried (para miała dwóch synów i mieszkała w Niemczech),
- Pilar Bawarska (1891–1987), niezamężna.